# Jim Parsons
James Joseph Parsons, detto Jim (Houston, 24 marzo 1973), è un attore e produttore televisivo statunitense.
È conosciuto per il ruolo di Sheldon Cooper nella sitcom The Big Bang Theory, che gli è valso quattro Emmy Awards (nel 2010, 2011, 2013 e 2014) e un Golden Globe per il miglior attore in una serie commedia o musicale nel 2011.

## Biografia
Nato e cresciuto a Houston, nel Texas, è figlio di Milton Joseph "Mickey/Jack" Parsons, deceduto in un incidente d'auto nel 2001, e dell'insegnante Judy Ann McKnight. Ha una sorella, Julie, che fa l'insegnante e che l'ha reso zio. Decide fin da piccolo di diventare attore. Studia all'Università di Houston (laurea triennale), dove diviene un membro della confraternita Pi Kappa Alpha. Ha poi conseguito la laurea specialistica (Master Degree) presso l'Università di San Diego, dove si esibiva all'Old School Theatre. Si trasferisce a New York per continuare la sua carriera di attore. Alcuni dei ruoli più importanti da lui interpretati includono l'apparizione come personaggio ricorrente nella serie Giudice Amy e un'apparizione speciale nella serie Ed.

In seguito partecipa a numerosi film, quali La mia vita a Garden State, Heights, On the Road with Judas, Gardener of Eden - Il giustiziere senza legge, 10 cose di noi e Scuola per canaglie. Partecipa inoltre a una sit-com di grande successo, The Big Bang Theory, interpretando Sheldon Cooper. Durante gli studi all'Università di Houston, ha contribuito ad aiutare la compagnia teatrale Infernal Bridegroom Productions, recitando in varie produzioni messe in atto dalla stessa. 

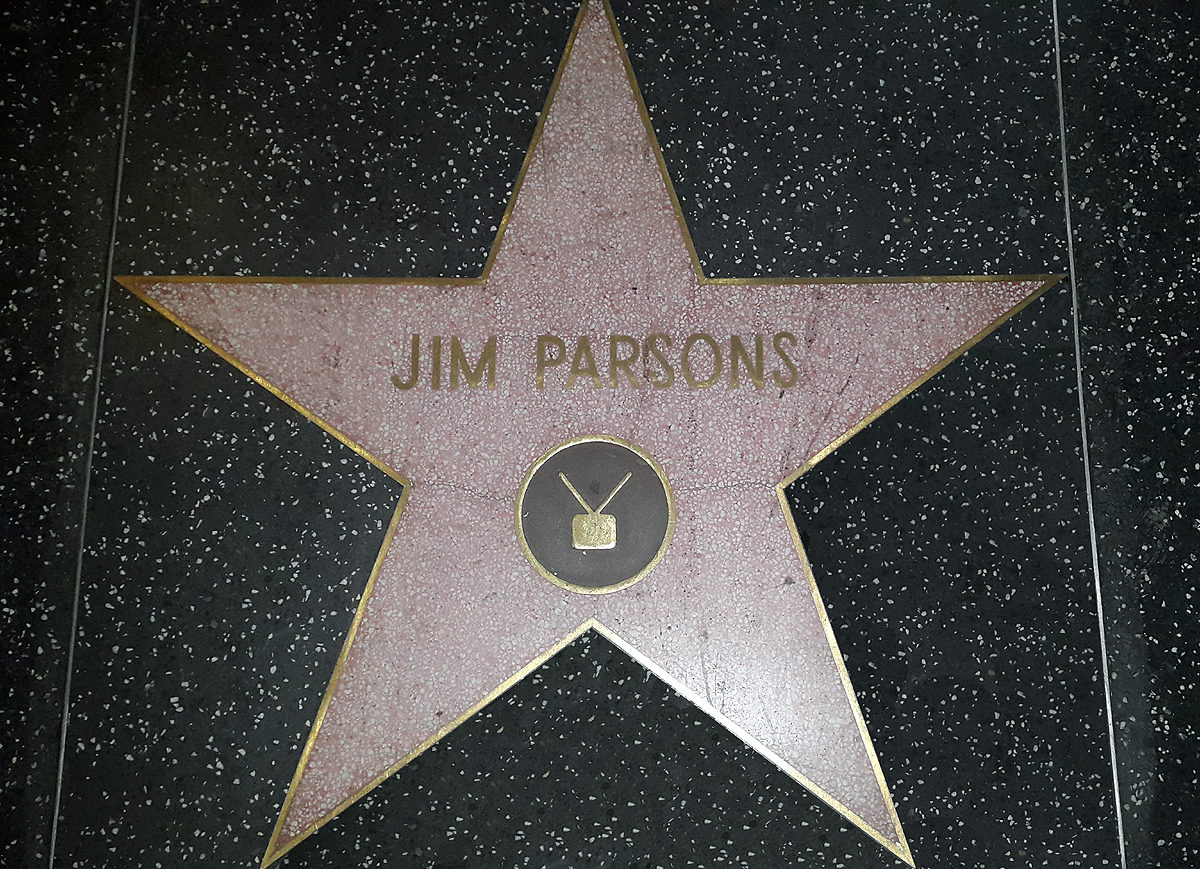
Stella di Jim Parsons sulla Hollywood Walk of Fame

Grazie al programma Who Do You Think You Are?, Jim ricostruisce il ramo paterno del suo albero genealogico scoprendo di avere antenati in Louisiana e in Francia, motivo per cui inizia a studiare il francese. Jim Parsons è anche un grande appassionato di sport, nonostante non ne pratichi nessuno; segue in particolare la pallacanestro, sport in cui tifa per gli Houston Rockets ed è un grande fan di Dwight Howard. Ha anche una grande passione per il tennis: è un grande fan di Roger Federer ed è amico di penna di Eugenie Bouchard.
Nel 2014, insieme agli altri due co-protagonisti Johnny Galecki e Kaley Cuoco della sitcom statunitense The Big Bang Theory, diventa l'attore televisivo più pagato di sempre negli Stati Uniti raggiungendo il milione di dollari a puntata. Nel marzo 2015 riceve una stella sulla Hollywood Walk of Fame di Los Angeles, e viene nominato dalla rivista Forbes l'attore più pagato della TV, con un guadagno di 29 milioni di dollari in un anno. Nello stesso anno partecipa al film Visions e al doppiaggio del film d'animazione DreamWorks Home - A casa. Nel 2018 è protagonista della produzione di Broadway della piece The Boys in the Band, in scena al Booth Theatre; prodotto da Ryan Murphy, questo allestimento celebra il cinquantesimo anniversario di The Boys in the Band e il cast comprende Zachary Quinto (Harold), Andrew Rannells (Larry), Charlie Carver (Cowboy), Tuc Watkins (Hank) e Matt Bomer (Donald), con la regia di Joe Mantello.

## Vita privata
Il 23 maggio 2012, in un'intervista rilasciata al New York Times, rende pubblica la propria omosessualità e la relazione col direttore artistico Todd Spiewak iniziata nel 2002. I due si sono sposati il 13 maggio 2017, alla Rainbow Room di New York.
Parsons ha sostenuto la candidata democratica Hillary Clinton nel periodo precedente alle elezioni presidenziali degli Stati Uniti del 2016.

## Filmografia

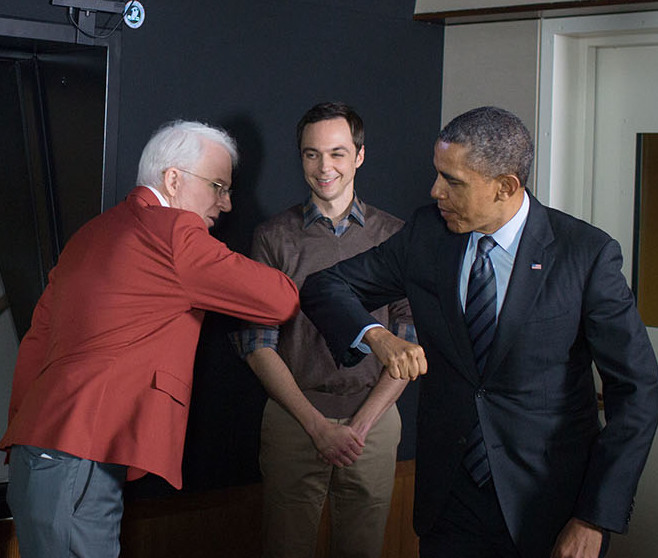
Steve Martin, Jim Parsons e Barack Obama ai DreamWorks Animation Studios nel 2015

### Attore

#### Cinema
- Tu mi ami (Nowhere to Go But Up), regia di Amos Kollek (2003)
- La mia vita a Garden State (Garden State), regia di Zach Braff (2004)
- Heights, regia di Chris Terrio (2005)
- Un anno dopo (The Great New Wonderful), regia di Danny Leiner (2005)
- The King's Inn, regia di Max Finneran - cortometraggio (2005)
- 10 cose di noi (10 Items or Less), regia di Brad Silberling (2006)
- Scuola per canaglie (School for Scoundlers), regia di Todd Phillips (2006)
- On the Road with Judas, regia di J.J. Lask (2007)
- Gardener of Eden - Il giustiziere senza legge (Gardener of Eden), regia di Kevin Connolly (2007)
- Un anno da leoni (The Big Year), regia di David Frankel (2011)
- I Muppet (The Muppets), regia di James Bobin (2011)
- Sunset Stories, regia di Ernesto Foronda e Silas Howard (2012)
- Wish I Was Here, regia di Zach Braff (2014)
- Visions, regia di Kevin Greutert (2015)
- Il diritto di contare (Hidden Figures), regia di Theodore Melfi (2016)
- A Kid Like Jake, regia di Silas Howard (2018)
- Ted Bundy - Fascino criminale (Extremely Wicked, Shockingly Evil and Vile), regia di Joe Berlinger (2019)
- The Boys in the Band, regia di Joe Mantello (2020)
- Spoiler Alert, regia di Michael Showalter (2022)

#### Televisione
- Ed – serie TV, episodio 3x03 (2002)
- Why Blitt?, regia di Bobby Farrelly, Peter Farrelly – film TV (2004)
- Taste, regia di Andy Cadiff – film TV (2004)
- Giudice Amy (Judging Amy) – serie TV, 7 episodi (2005)
- The Big Bang Theory – serie TV, 279 episodi (2007-2019) – Sheldon Cooper
- iCarly – serie TV, episodio 5x01 (2011)
- Who Do You Think You Are? - documentario (2013)
- Saturday Night Live - serie TV, 1 episodio (2014)
- The Normal Heart, regia di Ryan Murphy – film TV (2014)
- Hollywood – miniserie TV (2020)
- Staged - serie TV, 1 episodio (2021)
- Young Sheldon – serie TV, episodio 7x14 (2024)

### Doppiatore
- I Griffin - serie animata, episodi 8x09 e 11x05 (2009-2012)
- Glenn Martin - Dentista da strapazzo (Glenn Martin, DDS) - serie animata, 1 episodio (2010)
- Marvel Super Hero Squad: The Infinity Gauntlet - videogioco (2010)
- Super Hero Squad Show (The Super Hero Squad Show) - serie animata (2010)
- Pound Puppies - serie animata, 2 episodi (2011)
- Eureka - serie TV, 1 episodio (2011)
- The High Fructose Adventures of Annoying Orange - serie animata, 1 episodio (2012)
- Kick Chiapposky - Aspirante stuntman (Kick Buttowski: Suburban Daredevil) - serie animata, 1 episodio (2012)
- Elf: Buddy's Musical Christmas - special televisivo (2014)
- Home - A casa (Home), regia di Tim Johnson (2015)
- SuperMansion - serie animata, 1 episodio (2016)
- Michael Jackson's Halloween - special televisivo (2017)
- Young Sheldon - serie TV, (2017-2024)
- I Simpson - serie animata, episodio 31x13 (2020)

## Teatro
- Il balcone (The Balcony) (1993)
- Rosencrantz e Guildenstern sono morti (Rosencrantz and Guildenstern are dead) (1994)
- Girotondo (Reigen) (1995)
- Finale di partita (Endgame) (1995)
- Marat/Sade (1995)
- Guys and Dolls (1996)
- Eddie Goes to Poetry City (1996)
- Jack and the Future Is in Eggs (1996)
- Otello (Othello) (1996)
- Suicide in B-flat (1996)
- Woyzeck (1996)
- Il giardino dei ciliegi (The Cherry Orchard) (1997)
- Chili Queen (1997)
- Camino Real (1997)
- Last Rites (1997)
- L'opera da tre soldi (1998)
- Below the Belt (1998)
- Nella giungla delle città (In the Jungle of the Cities) (1998)
- Tamalalia 3: The Cocktail Party (1998)
- King Ubu is King (1998)
- The Pitchfork Disney (1998)
- Marie and Bruce (1999)
- Tamalalia 4: The Camp-Out (1999)
- Da (2001)
- The Castle (2001)
- What Happened Was (2002)
- Il Tartuffo (Tartuffe) (2002)
- L'amore delle tre melarance (2004)
- The Normal Heart (2011)
- Harvey (2012)
- An Act of God (2015)
- The Boys in the Band (2018)
- A Man of No Importance (2022)
- Mother Play (2024)
- Piccola città (Our Town) (2024)

## Riconoscimenti
Premio Emmy
- 2009 - Nomination migliore attore in una serie commedia per The Big Bang Theory
- 2010 - Migliore attore in una serie TV commedia per The Big Bang Theory
- 2011 - Migliore attore in una serie TV commedia per The Big Bang Theory
- 2012 - Nomination migliore attore in una serie TV commedia per The Big Bang Theory
- 2013 - Migliore attore in una serie TV commedia per The Big Bang Theory
- 2014 - Migliore attore in una serie TV commedia per The Big Bang Theory
- 2014 - Nomination miglior attore non protagonista in una miniserie o film per The Normal Heart
- 2020 - Nomination miglior attore non protagonista in una miniserie o film per Hollywood

Golden Globe
- 2011 - Miglior attore in una serie commedia o musicale per The Big Bang Theory
- 2013 - Nomination miglior attore in una serie commedia o musicale per The Big Bang Theory
- 2014 - Nomination miglior attore in una serie commedia o musicale per The Big Bang Theory
- 2021 - Nomination migliore attore non protagonista in una serie, miniserie o film televisivo per Hollywood

Satellite Award
- 2009 - Nomination miglior attore in una serie, commedia o musical per The Big Bang Theory
- 2010 - Nomination miglior attore in una serie, commedia o musical per The Big Bang Theory
- 2012 - Nomination miglior attore in una serie, commedia o musical per The Big Bang Theory
- 2013 - Nomination miglior attore in una serie, commedia o musical per The Big Bang Theory
- 2014 - Nomination miglior attore in una serie, commedia o musical per The Big Bang Theory

Screen Actors Guild Awards
- 2012 - Nomination miglior cast in una serie commedia per The Big Bang Theory
- 2013 - Nomination miglior attore in una serie commedia per The Big Bang Theory
- 2013 - Nomination miglior cast in una serie commedia per The Big Bang Theory
- 2014 - Nomination miglior attore in una serie commedia per The Big Bang Theory
- 2014 - Nomination miglior cast in una serie commedia per The Big Bang Theory
- 2015 - Nomination miglior attore in una serie commedia per The Big Bang Theory
- 2015 - Nomination miglior cast in una serie commedia per The Big Bang Theory

People's Choice Awards
- 2011 - Nomination attore preferito in una serie TV commedia per The Big Bang Theory
- 2012 - Nomination attore preferito in una serie TV commedia per The Big Bang Theory
- 2013 - Nomination attore preferito in una serie TV commedia per The Big Bang Theory
- 2014 - Nomination attore preferito in una serie TV commedia per The Big Bang Theory
- 2014 - Nomination miglior gruppo comico per The Big Bang Theory
- 2015 - Nomination attore preferito in una serie TV commedia per The Big Bang Theory
- 2016 - Attore preferito in una serie TV commedia per The Big Bang Theory
- 2017 - Attore preferito in una serie TV commedia per The Big Bang Theory

Critics' Choice Television Awards
- 2011 - Miglior attore in una serie TV commedia per The Big Bang Theory
- 2012 - Nomination miglior attore in una serie TV commedia per The Big Bang Theory
- 2013 - Nomination miglior attore in una serie TV commedia per The Big Bang Theory
- 2014 - Miglior attore in una serie TV commedia per The Big Bang Theory

Television Critics Association Awards
- 2009 - Miglior attore in una commedia per The Big Bang Theory
- 2010 - Nomination miglior attore in una commedia per The Big Bang Theory
- 2012 - Nomination miglior attore in una commedia per The Big Bang Theory
- 2014 - Nomination miglior attore in una commedia per The Big Bang Theory

Tony Award
- 2024 - Nomination miglior attore non protagonista in un'opera teatrale per Mother Play

Kids' Choice Awards
- 2015 - Nomination attore TV preferito per The Big Bang Theory[10]

## Doppiatori italiani
Nelle versioni in italiano delle opere in cui ha recitato, Jim Parsons è stato doppiato da:
- Leonardo Graziano in The Big Bang Theory[11], Wish I Was Here, The Normal Heart, Building 10: dove osa la medicina, Ted Bundy - Fascino criminale, Hollywood, Spoiler Alert
- Emiliano Coltorti in Il diritto di contare, The Boys in the Band
- Paolo De Santis in iCarly, Victorious
- Fabrizio Manfredi in Giudice Amy
- Stefano Crescentini in La mia vita a Garden State
- Nanni Baldini in 10 cose di noi
- Davide Perino in Gardener of Eden - Il giustiziere senza legge
- Marco Baroni in Un anno da leoni
- Ermavilo in I Muppet
- Federico Di Pofi in Visions

Da doppiatore è sostituito da:
- Leonardo Graziano in I Simpson, Young Sheldon
- Andrea Ward in I Griffin
- Claudio Moneta in Pound Puppies
- Nanni Baldini in Home - A casa